# 張于逵
張于逵（？—？），字鴻與，廣東廣州府番禺縣人，軍籍，明朝政治人物。

## 生平
嘉靖二十二年癸卯科（1543年）廣東鄉試第二十六名舉人。嘉靖三十二年（1553年）中式癸丑科會試第二百九十五名，三甲第五十一名進士。授南昌县知县，擢主事，历升郎中，出为浙江台州府知府。

## 家族
曾祖張迪；祖父張廷咸；父張元厚，母李氏。